# Porculan
Porculan (talijanski Porcellana) je najfinija vrsta keramike dobivena pečenjem na visokoj temperaturi (od 1250 do 1350 °C) mješavine kaolina, kvarca i vapnenca. Na ovaj način nastaje staklasta poluprozirna keramika koja je mnogo čvršća no što izgleda i ne prenosi električnu energiju, te može poslužiti i kao izolator.
Prema temperaturi na kojoj se peče postoji meki (Meisen), tvrdi (iz istočne Azije) i koštani porculan (s dodatkom koštanog pepela) koji se proizvodi pretežito u Engleskoj.

## Keramika i porculan
Razlikuju se sirovine za keramiku i porculan, a vrlo su slični proizvodni procesi. Sirovina za izradu porculana je mješavina plemenitih materijala iznimne čistoće, dok je kod keramike dozvoljena određena količina nečistoća, pa se ona koristi kod proizvodnje posebne opeke. Porculan je plemenit, čist i bijel. Mora biti proziran, stoga i sirovina mora biti čista i profinjena.

## Povijest
Proizvodnja porculana razvila se u Kini za dinastije T'ang (618. – 906.), ali pravi porculan se javlja za dinastije Sung. U Europi je poznat od 11. stoljeća preko Puta svile.
Prvi europski pokušaji proizvodnje porculana javljaju se u 16. stoljeću u Firenci (tzv. Medici porculan). God. 1709. ljekarnik (i alkemičar) Johann Friedrich Böttger iz Dresdena usavršio je način proizvodnje porculana, a 1710. osnovana je prva manufaktura u Meissenu.
Ukrasni predmeti od porculana, osobito sitna plastika, u modi su od rokokoa. Značajne manufakture porculana bile su u Beču, Nymphenbergu (kraj Münchena), Sèvresu (kraj Pariza), Worchesteru, Deciji (kod Firence) i Capodimenteu (kod Napulja). U ovim manufakturama se na kvalitetniji porculan ispod cakline utiskuje ili ispisuje oznaka proizvođača (pečat, slovo i simbol), signatura umjetnika, katkada i godina izrade, oznaka kalupa i sl.
Od 20. stoljeća se od porculana izrađuju predmeti za elektrotehniku i kemijske laboratorije.